# Johann Ludwig von Eckartsberg
Johann Ludwig von Eckartsberg (* Mai 1723 in Bayreuth; † 14. Juni 1793 in Wesel) war ein preußischer Generalmajor und Chef des nach ihm benannten „Regiments Eckartsberg zu Fuß“.

## Leben

### Herkunft
Eckartsberg war der Sohn eines Landkavaliers. Seine Mutter war eine geborene von Künsberg.

### Militärkarriere
Er stand seit 1739 in Bayreuther Diensten, trat am 29. August 1741 in die Preußische Armee über und wurde als Gefreiterkorporal im Regiment „Riedesel zu Fuß“ angestellt. Als Fähnrich nahm er am Feldzug 1744/45 teil. Eckartsberg kämpfte mit seinem Regiment während des Siebenjährigen Krieges bei Prag und Kolin, nahm an der Belagerung von Olmütz teil und wurde bei Kunersdorf durch einen Schuss durch die Hüfte verwundet. Nach seiner Gesundung kam er, zwischenzeitlich Kapitän und Kompaniechef, noch bei Torgau zum Einsatz.
Am 7. Juli 1766 wurde er zum Major befördert, am 21. Juni 1775 Oberstleutnant. Während des Bayerischen Erbfolgekriegs folgte am 20. Januar 1779 seine Beförderung zum Oberst. Als solcher wurde Eckartsberg am 16. Mai 1783 Regimentskommandeur. Am 1. März 1786 erhielt er das erledigte Regiment „Hessen-Kassel zu Fuß“ und wurde am 4. März zum Generalmajor ernannt. Als es im August 1786 in Holland zu Unruhen kam, wurde sein Regiment in Marsch gesetzt. Im November 1786 war das Regiment wieder in Wesel.
Eckartsberg dimittierte am 10. April 1792 mit einer jährlichen Pension von 1000 Talern. Er erhielt zudem am 31. Mai 1792 die Erlaubnis zum Tragen der Uniform seines Regiments.

### Familie
Er hatte sich am 20. Juni 1769 in Wesel mit Friederike Antoinette Baronesse von Tanner verheiratet. Aus der Ehe gingen folgende Kinder hervor:
- Friederike Marie Luise (* 20. November 1770 in Wesel)
- Anna Wilhelmine Lisette Justine (* 16. Juni 1773 in Minden)
- Charlotte Marianne Sigismunde (* 24. September 1774 in Minden)
- ein Sohn (*/†)